# Сергієнко Галина Дмитрівна
Галина Дмитрівна Сергієнко — українська акаролог і ентомолог, фахівець з панцирних кліщів та вошей, кандидат біологічних наук (1967). Авторка двох монографій у серії «Фауна України» (1974, 1994). Описала більше 10 нових для науки видів панцирних кліщів.

## Життєпис
У 1967 році захистила кандидатську дисертацію на тему «Anoplura диких и домашних млекопитающих Левобережной степи Украины» під керівництвом академіка О. П. Маркевича. До 1974 року вивчала вошей, підсумком чого стало видання монографії по цій групі у серії «Фауна України». З 1975 року перейшла на вивчення панцирних кліщів, у 1994 році видала монографію в серії «Фауна України» присвячену цим тваринам. Працювала у відділі акарології Інституту зоології НАН України, де зберігається її колекція панцирних кліщів.

## Найважливіші наукові праці

### Монографії
- Сергієнко Г. Д. Фауна України. Том 22. Вип. 3. Воші. — Київ: Наукова думка, 1974. — 110 с.
- Сергиенко Г. Д. Фауна Украины. Том 25. Клещи. Вып. 21. Низшие орибатиды. — Киев: Наукова думка, 1994. — 203 с.

### Статті
- Сергиенко Г. Д. Новый вид панцерного клеща Fissicephaeus sitnikovae sp. n. (Oribatei: Otocepheidae) // Сборник трудов зоологического музея. — Киев, 1976. — 36. — С. 32—34.
- Гришина Л. Г., Сергиенко Г. Д. Крылатые панцирные клещи (Oribatei, Galumnoidea) Украины [Архівовано 11 березня 2022 у Wayback Machine.] // Вестник зоологии. — 1978. — 3. — С. 48—52.
- Юркина В. И., Сергиенко Г. Д., Щур Л. Е., Головач Г. П. К фауне беспозвоночных из гнезд европейской рыжей полевки в Центральной Лесостепи УССР [Архівовано 11 березня 2022 у Wayback Machine.] // Вестник зоологии. — 1978. — 5. — С. 62—67.
- Сергиенко Г. Д. К фауне орибатид (Acariformes, Oribatei) дубовых лесов Днестровско-Днепровской провинции Лесостепной зоны УССР [Архівовано 6 березня 2022 у Wayback Machine.] // Вестник зоологии. — 1978. — 6. — С. 82—85.
- Сергиенко Г. Д. К изучению фауны орибатид лесостепных участков Черноморского заповедника [Архівовано 11 березня 2022 у Wayback Machine.] // Вестник зоологии. — 1979. — 2. — С. 72—74.
- Сергиенко Г. Д. Kaszabobates olbiopolitanus sp. n. (Oribatei, Thyrisomidae) — новый вид панцирного клеща [Архівовано 11 березня 2022 у Wayback Machine.] // Вестник зоологии. — 1980. — 1. — С. 84—86.
- Сергиенко Г. Д. К изучению орибатид (Acariformes, Oribatei) в гнездах береговой ласточки [Архівовано 11 березня 2022 у Wayback Machine.] // Вестник зоологии. — 1980. — 5. — С. 26—32.
- Сергиенко Г. Д. Панцирные клещи (Acariformes, Oribatei) дубового леса Центральной лесостепи УССР [Архівовано 6 березня 2022 у Wayback Machine.] // Вестник зоологии. — 1980. — 6. — С. 46—51.
- Сергиенко Г. Д. К изучению орибатид (Acariformes, Oribatei) прибрежной зоны Каневского водохранилища [Архівовано 10 березня 2022 у Wayback Machine.] // Вестник зоологии. — 1981. — 2. — С. 81—85.
- Сергиенко Г. Д., Джапаридзе Н. И. Dorycranosus pulcher sp. n. (Oribatei, Liacaridae) — новый вид панцирного клеща [Архівовано 7 березня 2022 у Wayback Machine.] // Вестник зоологии. — 1981. — 5. — С. 82—83.
- Сергиенко Г. Д. Орибатиды гнезд некоторых птиц и млекопитающих [Архівовано 6 березня 2022 у Wayback Machine.] // Вестник зоологии. — 1983. — 2. — С. 26—31.
- Сергиенко Г. Д. К изучению панцирных клещей Крыма [Архівовано 6 березня 2022 у Wayback Machine.] // Вестник зоологии. — 1983. — 5. — С. 42—47.
- Сергиенко Г. Д. Материалы к изучению низших орибатид (Oribatei, Machropylina) фауны Украины [Архівовано 7 березня 2022 у Wayback Machine.] // Вестник зоологии. — 1984. — 5. — С. 31—35.
- Сергиенко Г. Д. Об орибатидах рода Steganacarus (Oribatei, Phthiracaridae) фауны Украины [Архівовано 10 березня 2022 у Wayback Machine.] // Вестник зоологии. — 1985. — 3. — С. 30—37.
- Сергиенко Г. Д. О находке Steganacarus (Steganacarus) brevipilus на территории УССР [Архівовано 4 листопада 2019 у Wayback Machine.] // Вестник зоологии. — 1986. — 3. — С. 25—29.
- Сергиенко Г. Д. Низшие панцирные клещи (Oribatei, Macropylina) фауны Украины [Архівовано 6 березня 2022 у Wayback Machine.] // Вестник зоологии. — 1987. — 2. — С. 33—38.
- Сергиенко Г. Д. Орибатиды родов Phthiracarus и Archiphthiracarus (Oribatei, Phthiracaridae) на Украине. Сообщение I [Архівовано 7 березня 2022 у Wayback Machine.] // Вестник зоологии. — 1987. — 6. — С. 35—43.
- Сергиенко Г. Д. Новый вид панцирного клеща с Украины (Oribatei, Oribotritiidae) [Архівовано 10 березня 2022 у Wayback Machine.] // Вестник зоологии. — 1988. — 2. — С. 66—69.
- Сергиенко Г. Д. Панцирные клещи рода Rhysotritia (Oribatei, Euphthiracaridae) фауны Украины [Архівовано 6 березня 2022 у Wayback Machine.] // Вестник зоологии. — 1989. — 2. — С. 18—23.
- Сергиенко Г. Д. Орибатиды родов Phthiracarus и Archiphthiracarus (Oribatei, Phthiracaridae) на Украине. Сообщение 2 [Архівовано 7 березня 2022 у Wayback Machine.] // Вестник зоологии. — 1989. — 5. — С. 83—87.
- Сергиенко Г. Д. Новые виды низших орибатид (Oribatida, Archoribatida) из Украины [Архівовано 7 березня 2022 у Wayback Machine.] // Вестник зоологии. — 1992. — 6. — С. 27—32.
- Сергиенко Г. Д., Смолянинова А. Н. Фауна низших орибатид (Oribatei, Macropylina) заповедника «Аскания-Нова» [Архівовано 10 березня 2022 у Wayback Machine.] // Вестник зоологии. — 1990. — 5. — С. 74—75.
- Сергиенко Г. Д. Новые виды низших орибатид (Oribatei, Archoribatida) с территории Украины [Архівовано 5 листопада 2019 у Wayback Machine.] // Вестник зоологии. — 1991. — 6. — С. 26—33.
- Сергиенко Г. Д., Меламуд В. В. Новые виды низших орибатид надсемейства Nothroidea (Oribatei, Archoribatida) из Украины [Архівовано 10 березня 2022 у Wayback Machine.] // Вестник зоологии. — 1993. — 6. — С. 71—74.
- Сергиенко Г. Д. Новый вид панцирного клеща (Archoribatida, Phthiracaridea) из Украины [Архівовано 13 квітня 2018 у Wayback Machine.] // Вестник зоологии. — 2000. — 1-2. — С. 75—76.